# Seven Summit Treks
Ne doit pas être confondu avec Seven Summits.
Seven Summit Treks est un « opérateur d'expédition » commercial basé à Katmandou, au Népal. L'entreprise est spécialisée dans l'organisation d'ascension des sommets de plus de 8 000 mètres d'altitude du Népal, de la Chine et du Pakistan. Créée en 2010 par quatre frères Sherpas, Mingma Sherpa, Chhang Dawa Sherpa (directeur), Pasang Phurba (le plus jeune) et Tashi Lakpa Sherpa (en). L'entreprise est décriée pour pratiquer des prix bas, mais au détriment des règles de sécurité, surtout envers les grimpeurs les moins expérimentés.

## Présentation

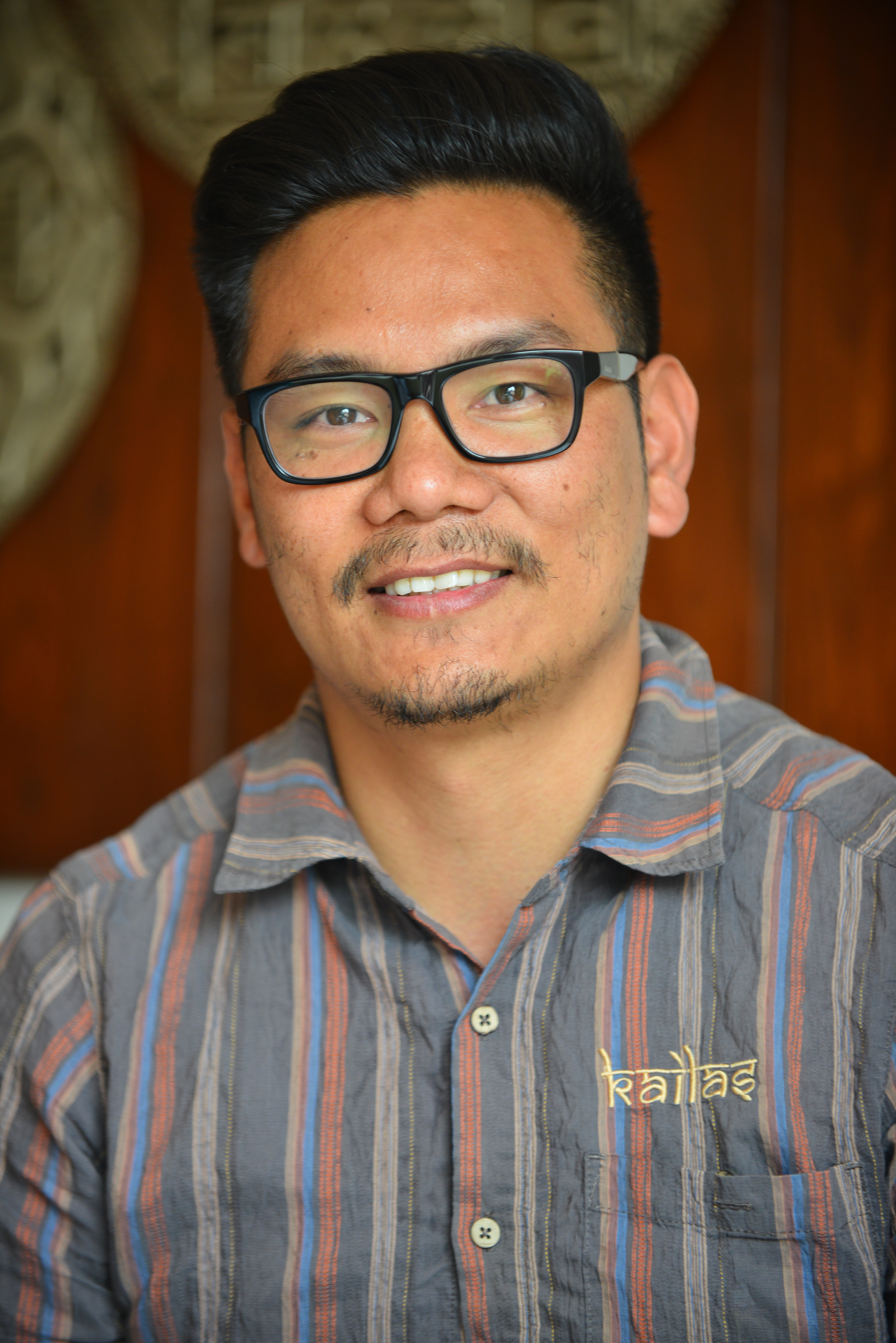
Tashi Lakpa Sherpa.

Mingma Sherpa et Chhang Dawa Sherpa ne sont pas destinés à l'alpinisme. Leurs parents, relativement aisés dans la région, sont éleveurs de yaks, de moutons et de vaches et comptent plusieurs centaines de bêtes. Ils vivent au pied du Makalu, à Wallung où seuls la culture et l'élevage procure une activité. À l'adolescence Mingma part à Katmandou chercher du travail et devient porteur pour des expéditions en haute-montagne.
Plusieurs années après, les deux frères enchainent les ascensions ainsi que certains records sur des 8000, leur conférant une notoriété : Mingma et son frère Chhang Dawa sont les premiers frères à grimper des 8000, Mingma est le premier et Dawa est le deuxième sud-asiatique à le faire. 
Alors que les organisateurs occidentaux tiennent le marché des expéditions, à la fin des années 2000, ils fondent, Seven Summit Treks au Népal, inversant ainsi la tendance. Ils seront rejoint par deux autres frères. Peu de temps après la création de l'entreprise, Mingma Sherpa inscrit les 14 sommets de plus de 8 000 mètres d'altitude à son palmarès, suivi quelques années après par son frère Dawa. Dès 2012, l'entreprise n'organise plus exclusivement au Népal, mais également au Pakistan,.
Au cours des années, Seven Summit Treks gagne en popularité en gérant la logistique d'un certain nombre de pionniers ou de vétérans comme Carlos Soria Fontán, Alex Txikon, Carlos Soria Fontán, Nirmal Purja ou Sophie Lavaud. L'encadrement de ces alpinistes confirmés permet d'améliorer son image. En effet, l'entreprise reste décriée dans son domaine. Pratiquant au départ des prix bas par rapport à la concurrence, il est souligné que plus les tarifs sont faibles, plus les risques sont élevés. Les reproches sont multiples : frais supplémentaires, manque d'équipements de communication ou de sécurité, « économies à tous les étages (y compris sur les bouteilles d’oxygène), histoires de faux permis, soupçons de corruption », mais surtout le fait que Seven Summit Treks, développant une forme de « tourisme de masse en zone dangereuse », accepte des alpinistes sans expérience des hauts sommets, sans critères spécifiques : ces alpinistes sont alors peu autonomes et n'ont pas forcément la connaissance pour « savoir maitriser les risques ». Déjà en 2016, la responsabilité de l'entreprise est questionnée. « En 2019, un tiers des alpinistes décédés sur les sommets de l’Himalaya népalais étaient accompagnés par cette agence » précise le site altitude.news. D'ailleurs, durant l'hiver 2020/2021, encadré par Seven Summit Treks avec Chhang Dawa Sherpa, Sergi Mingote meurt lors d'une tentative d'hivernale du K2 aux côtés de Tamara Lunger (it) ; une fois de plus, l'organisation de l'équipe, composée avec plusieurs grimpeurs non expérimentés, est notée. En parallèle pour la plupart des expéditions organisées, le manque d'expérience de l'encadrement est aussi remarqué, à la limite de l'accident gravissime ou mortel pour les clients et pour ses sherpas,.  
Mingma Sherpa répond à ces critiques concernant les prix-bas disant qu'il souhaite « donner à beaucoup plus de gens, qui n'ont pas assez d'argent, la chance de gravir l'Everest » et attribuant les morts à la montagne et non à un défaut d'organisation. Il explique également que la sécurité, en cas de nécessité d'opération de secours, est assurée par le nombre de sherpas qu'il emploie. Quant aux problèmes survenus à la suite de la surfréquentation de l'Everest, dont des morts, il n'y voit pas de soucis. En parallèle les tarifs très bas pratiqués aux débuts de l'entreprise pour faire du volume sont peu à peu abandonnés au profit d'expéditions « à la carte », plus haut de gamme et à l'organisation plus souple s'adaptant à chaque demande des grimpeurs.
En 2019, Seven Summit Treks, avec 10 millions de dollars de chiffre d'affaires, est reconnue comme la plus grande entreprise en termes de redevances/contributions du Népal, ayant organisé le plus grand nombre de trekking ou d'expéditions d'escalade en Himalaya,. L'entreprise verse un million de dollars par an à l'État,. En une décennie, avec au total 5 000 clients elle devient la plus grosse agence, leader sur ce marché.

## Équipe partielle
L'agence emploie jusqu'à 400 sherpas et environ 2 000 personnes pour déployer ce que le magazine Le Point nomme « une organisation titanesque ».
- Tashi Lakpa Sherpa (en) (Managing Director) (3e frère des fondateurs)
- Thaneswar Guragai (Manager)[14]
- Pasang Norbu (4e frère)[2]

- Chhangba Sherpa[9]
- Dawa Sange Sherpa[10]
- Kami Rita Sherpa (en) (25 fois l'Everest)[12]
- Lakpa Temba Sherpa
- Mingma Tenjen Sherpa[9]
- Ngima Dorchi Sherpa[9]
- Pasang Dukpa Sherpa[9]
- Phurtenzi Sherpa[16].
- Sanu Sherpa (en) (14 sommets 8000m)[12]
- Sona Sherpa[9] (rejoint l'équipe qui réussit l'hivernale du K2)